# Historia optyki
Rozwój optyki zaczął się w starożytności i w XXI wieku pozostaje nieprzerwany. Początkowo ten dział fizyki był niezależny od innych, jednak w XIX wieku znaleziono jego związki z elektrycznością i magnetyzmem, co zdefiniowało optykę na nowo, w szerszy sposób, jako naukę o falach elektromagnetycznych z pewnego zakresu długości – nie tylko tego widzialnego. XX wiek poszerzył znaczenie optyki jeszcze bardziej – powstała optyka elektronowa, badająca tworzenie obrazów za pomocą innych cząstek niż te światła; optyka stała się tak obszarem bliskim radiofizyce.

## Starożytna Grecja
Filozofowie przedsokratejscy prowadzili pewne spekulacje o mechanizmie wzroku, a Arystoteles znał dowody, że światło jest szybsze od dźwięku. Euklides opisał między innymi prawo odbicia, dając podstawę katoptryce, a Heron z Aleksandrii wyjaśnił to prawo zasadą najkrótszego czasu.
Początków badania praw optyki należy szukać w starożytnej Grecji. Euklides (325- 265 p.n.e.) był pierwszym twórcą praw optyki. Swoją naukę o optyce rozpoczął razem z nauką geometrii. Sformułował następujące pewniki:
1. Linie mogą być rysowane w linii prostej do obiektu.
2. Linie, które padają na obiekt tworzą stożek.
3. Rzeczy, na które padają linie są widzialne.
4. Rzeczy są większe, jeśli widzi się je pod większym kątem.
5. Rzeczy są wyższe, jeśli widzi się je przez wysoki promień.
6. Promienie prawe i lewe, pojawiają się na prawo i lewo.
7. Rzeczy widziane z wielu punktów widzenia są wyraźniejsze.

Euklides nie zdefiniował natury widzialnych promieni, ale używając zasad geometry dyskutował na temat perspektywy i zmniejszaniu się przedmiotów w dystansie.
Rozszerzenia tych nauk dokonał dopiero Heron z Aleksandrii (10 – 70 n.e.) poszerzył zbiór wiedzy jaki stworzył Euklides. Dzięki temu rozwiązał problem odbijania światła. Stworzył też nowe prawa dotyczące promieni widzialnych. Stwierdził, że światło odbija się z bardzo wysoką prędkością od ciała o gładkiej powierzchni do oka. Mogą zaś zostać złapane na porowatych stronach niewypolerowanych powierzchni. Ta teoria została nazwana teorią emisyjną. Oprócz tego wykazał, że kąt odbicia jest równy kątowi padania. Zmierzył również, że odległość rzeczywistego obiektu od lustra jest taka sama, jak obrazu w lustrze od powierzchni od której się odbija.
Kolejnym ważnym badaczem optyki w starożytnej Grecji był Ptolemeusz (100-175 n.e.). Jego główna zasługą było wyprostowanie teorii emisyjnej Herona. Ptolemeusz potwierdził, że światło nie składa się z nieciągłych linii, tylko formuje ciągłe stożki.

## Średniowiecze

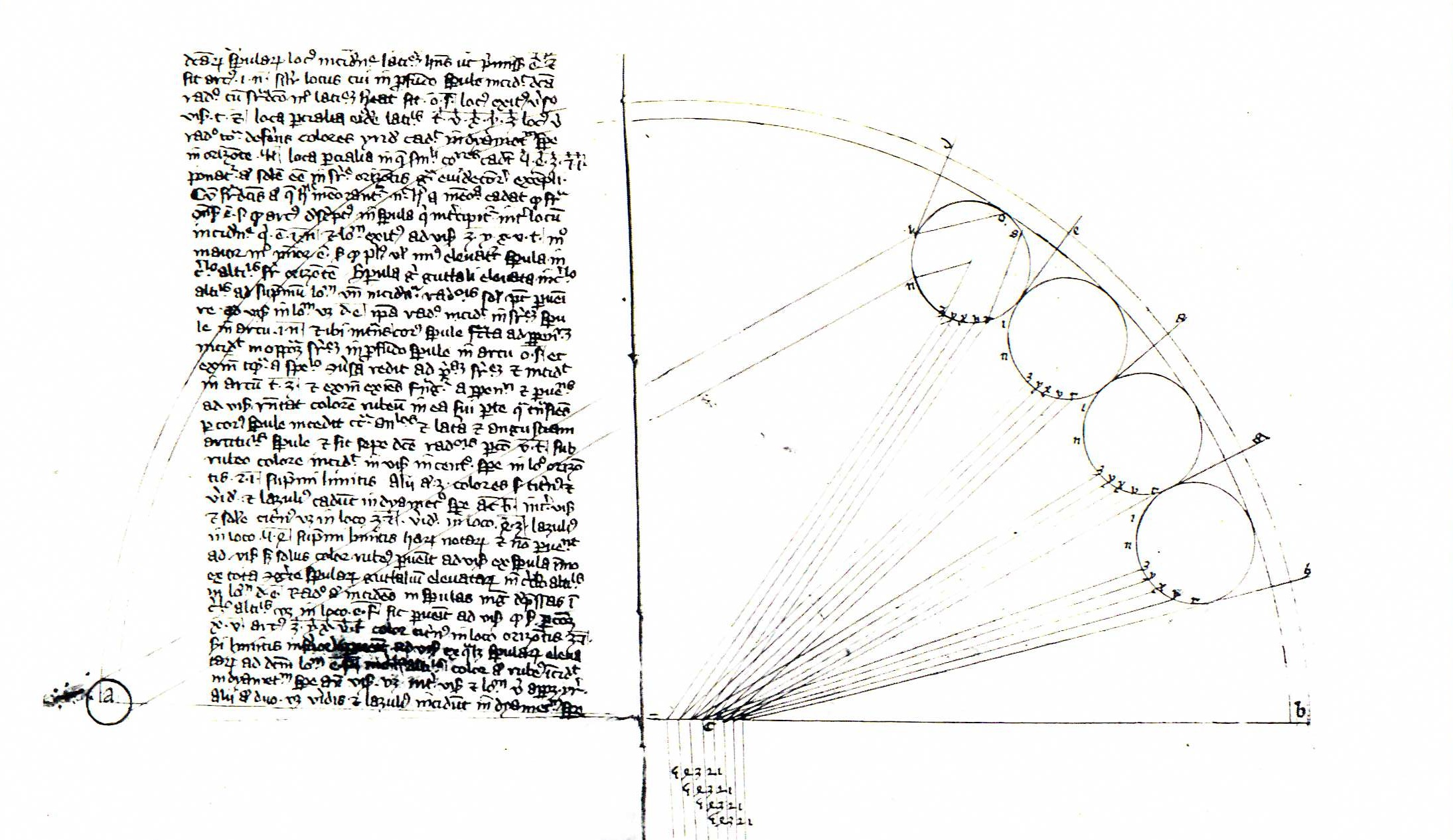
Fragment dzieła De iride Teodoryka z Freibergu (XIII–XIV w.)

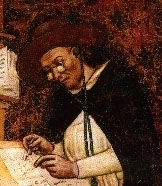
Hugues de Saint-Cher w okularach (portret z 1352)

Koniec starożytności nie był końcem rozwoju optyki. Badali ją uczeni europejskiego średniowiecza i świata islamskiego; główni uczeni tego okresu to Ibn al-Hajsam (Alhazen), Roger Bacon, Robert Grosseteste, Teodoryk z Freibergu (niem. Dietrich von Freiberg) i Witelon. W epoce tej rozwinięto nie tylko fizyczne badania nad światłem, ale i praktyczne zastosowania tej wiedzy – wynaleziono i rozpowszechniono okulary korekcyjne.

## Wczesna nowożytność

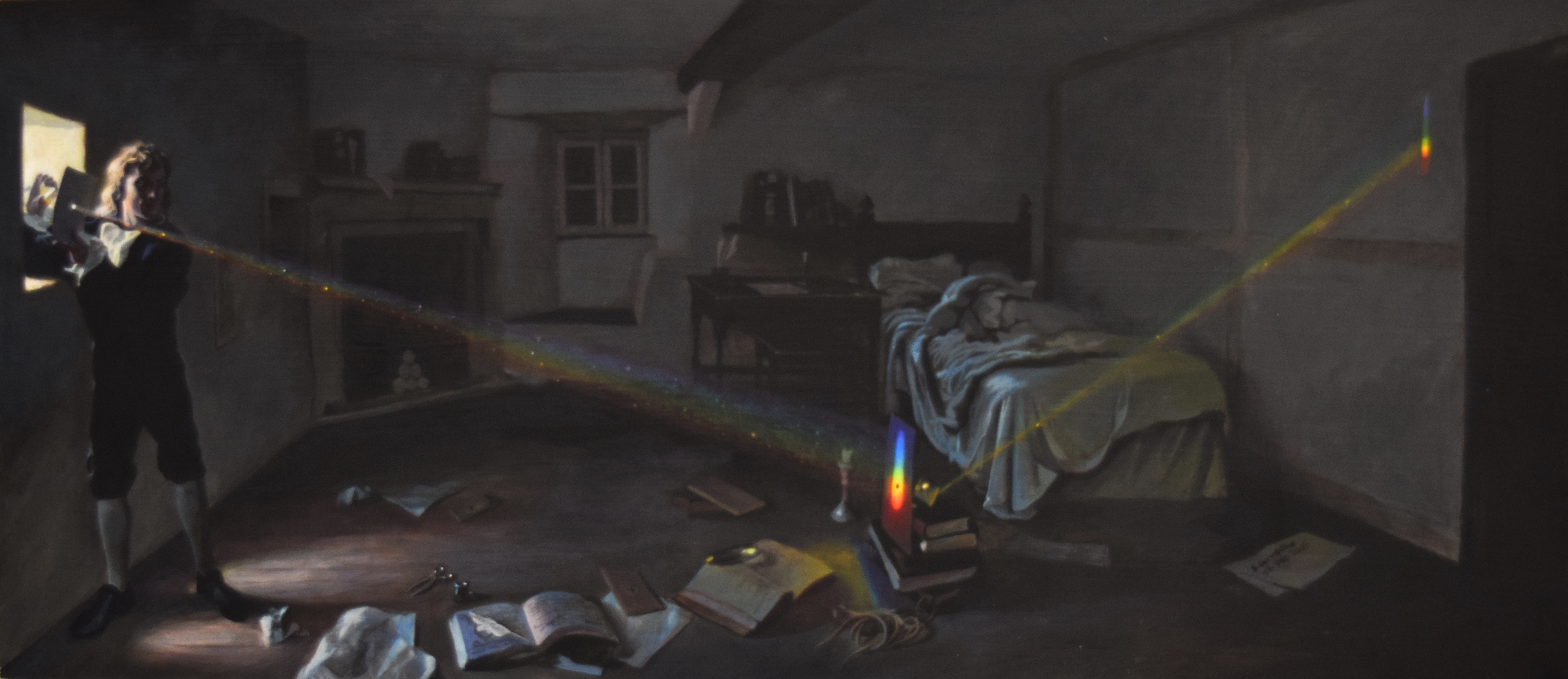
Isaac Newton wykonujący swoje „doświadczenie krzyżowe” (łac. experimentum crucis) z dwoma pryzmatami

Znaczące odkrycia przyniósł XVII wiek:
- Ole Rømer udowodnił, że prędkość światła jest ograniczona, a Christiaan Huygens podał pierwsze oszacowanie jej wartości w próżni i w powietrzu;
- ten sam Huygens podał prototyp falowej teorii światła;
- Willebrord Snell i Kartezjusz podali prawo załamania światła;
- Isaac Newton udowodnił za pomocą pryzmatów, że światło białe jest mieszaniną (nałożeniem) wielu barw; dyspersja optyczna została wyjaśniona jako różnica współczynnika załamania dla różnych barw, co pozwoliło zdefiniować to zjawisko na nowo;
- Francesco Grimaldi odkrył dyfrakcję światła;
- Rasmus Bartholin odkrył dwójłomność;
- Pierre de Fermat dał optyce geometrycznej podstawy teoretyczne – wyjaśnił prawo Snella zasadą najkrótszego czasu.

W tym samym stuleciu pojawiły się nowe wynalazki optyczne:
- teleskop powstał najpóźniej w 1608 roku, kiedy Hans Lipperhey próbował go opatentować;
- mikroskop, który mógł był stworzyć Zacharias Janssen;
- teleskop zwierciadlany Newtona.

W XVIII wieku pojawiły się nowe, ostateczne dowody ograniczonej prędkości światła – James Bradley zidentyfikował aberrację gwiezdną, umożliwiając nowe oszacowanie prędkości światła.

## XIX wiek

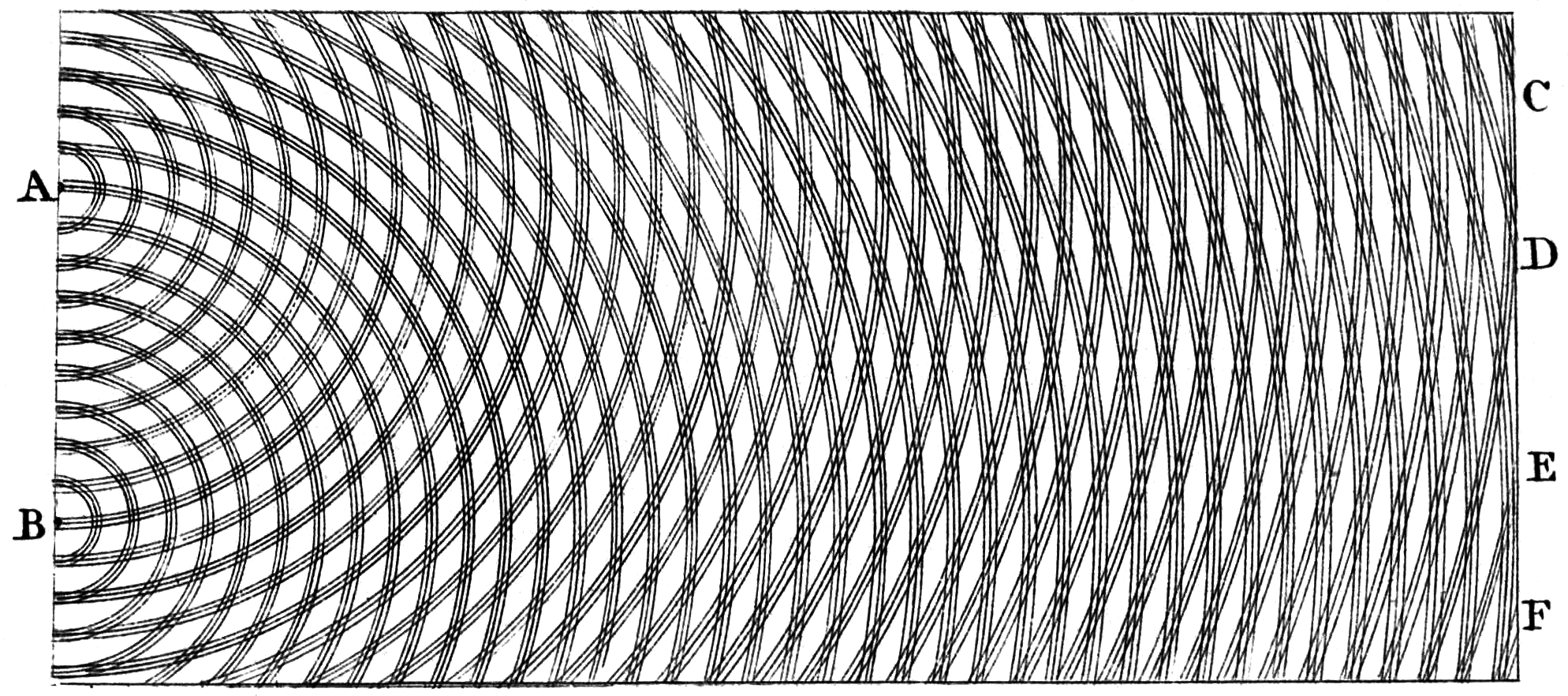
Schemat doświadczenia Younga z początku XIX wieku, dowodzącego falowej natury światła

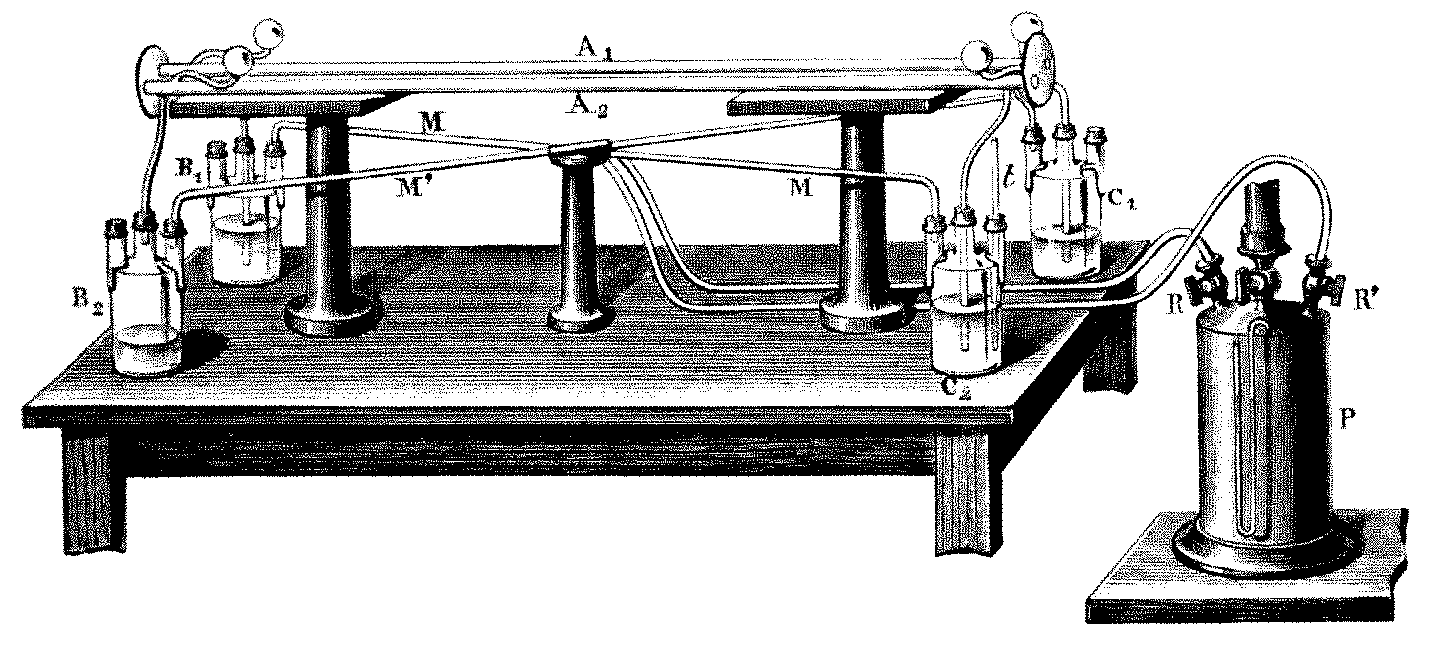
Szkic aparatury do doświadczenia Fizeau z 1851 roku

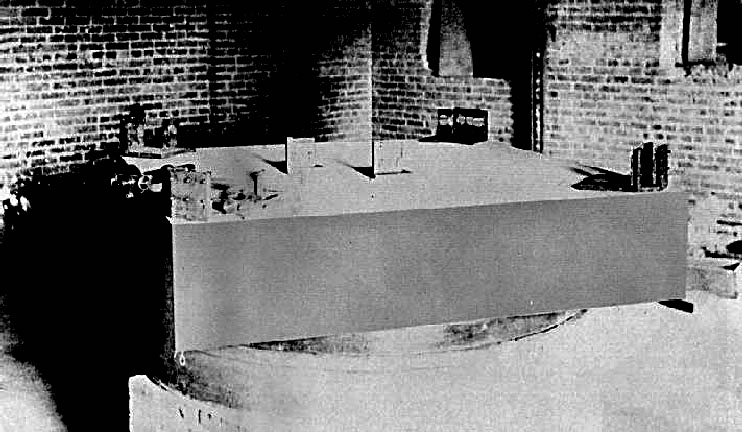
Interferometr Michelsona użyty w doświadczeniu Michelsona-Morleya z 1887 roku. Zakwestionowało ono ówczesne teorie eteru światłonośnego, prowadząc do ich rewizji przez Lorentza i do sformułowania szczególnej teorii względności w XX wieku.

To stulecie było dla optyki przełomowe, ponieważ obalono wtedy korpuskularną teorię światła i wskrzeszono model falowy – dzięki dokładnym badaniom interferencji i dyfrakcji, nie tylko na szczelinach i otworach, ale też przeszkodach; przykładowo przewidziano istnienie plamki Poissona i zaobserwowano ją. Odkryto także polaryzację, dowodząc, że fale światła są poprzeczne. Spekulowano przez to, że hipotetyczny eter światłonośny jest ciałem stałym.
Michael Faraday odkrył pierwsze zjawisko magnetooptyczne, zwane zjawiskiem Faradaya. Następnie James Clerk Maxwell po przewidzeniu fal elektromagnetycznych poprawnie przypuścił, że światło jest jedną z nich. Odkryto także zjawiska Kerra – dwójłomność wymuszoną polem elektromagnetycznym.
W XIX wieku rozwinięto też badania nad prędkością światła. Armand Fizeau i Jean Bernard Léon Foucault wykonali jej pierwsze pomiary laboratoryjne, nieastronomiczne; ten pierwszy zmierzył także prędkość światła w wodzie, kończąc spór o to, czy jest ona wyższa, czy niższa niż w powietrzu i próżni. Eksperyment Fizeau udowodnił przy tym, jak przepływ wodnego ośrodka wpływa na prędkość biegnącego przez nie światła; wpłynęło to na modele eteru światłonośnego, doprowadzając do koncepcji wleczenia go. Następnie Albert Michelson i Edward Morley wykonali słynne doświadczenie, w którym udowodniono stałość prędkości światła w próżni z większą precyzją, w stopniu niemożliwym do wyjaśnienia istniejącymi modelami. Doprowadzili tak do koncepcji skrócenia Lorentza-FitzGeralda, dając początek całej teorii eteru Lorentza i antycypując pewne elementy XX-wiecznej teorii względności.
XIX stulecie to także rozwój spektroskopii; w widmie wodoru zaobserwowano prawidłowości matematyczne opisane wzorem Rydberga. Badania te przyczyniły się w XX wieku do rozwoju fizyki kwantowej.

## XX wiek
W ostatnim stuleciu II tysiąclecia potwierdzono ostatecznie, że prędkość światła w próżni (c) jest wielkością niezmienniczą, uniwersalną:
- nie zależy od ruchu obserwatora i źródła względem hipotetycznego eteru światłonośnego; koncepcję tę porzucono;
- nie zależy też od względnego ruchu obserwatora i źródła – odrzucono balistyczne teorie światła.

Tym sposobem potwierdzono jeden z postulatów szczególnej teorii względności Einsteina, ogłoszonej w 1905 roku.
Fizyka kwantowa dostarczyła nowego, częściowo korpuskularnego modelu światła oraz zrewolucjonizowała fizykę atomową, molekularną i materii skondensowanej, rozwijając badania m.in. nad optycznymi właściwościami ciał.
Do najważniejszych odkryć i wynalazków optyki XX-wiecznej można zaliczyć holografię, maser i laser.
Oprócz tego pomiary prędkości światła stały się na tyle dokładne, że w latach 80. jej wartość w próżni (c) posłużyła do zdefiniowania metra.